# Dúo de las flores
El Dúo de las flores (título original en francés: Duo des fleurs o Sous le dôme épais) es un dúo para soprano y mezzosoprano de la famosa ópera Lakmé de Léo Delibes. Lakmé está ambientada en la época del dominio de la India Británica. Esta ópera se cantó por primera vez en París en 1883. El dúo se interpreta en el primer acto, entre Lakmé, la hija de un brahmán, y su criada Mallika, cuando van a recoger flores cerca de un río.

## Análisis musical
El dúo está escrito en el compás de 6/8. La tonalidad es si mayor, salvo la parte "Mais, je ne sais" hasta "le lotus bleus" que está en sol mayor. Esa parte tiene un tempo ligeramente más rápida (=160) que las líneas que lo rodean (=144). La reprise final se encuentra en la tonalidad y tempo originales. La interpretación de este dúo tiene una duración aproximada de seis minutos.

## Letra
| Texto original en francés | Texto original en francés | Versión en español | Versión en español |
| Primera parte | Primera parte | Primera parte | Primera parte |
| --- | --- | --- | --- |
| LAKMÉ Viens, Mallika, les lianes en fleurs jettent déjà leur ombre sur le ruisseau sacré qui coule, calme et sombre, éveillé par le chant des oiseaux tapageurs! MALLIKA Oh! maîtresse, c'est l'heure où je te vois sourire l'heure bénie où je puis lire dans le coeur toujours fermé da Lakmé!                                                                 | LAKMÉ Viens, Mallika, les lianes en fleurs jettent déjà leur ombre sur le ruisseau sacré qui coule, calme et sombre, éveillé par le chant des oiseaux tapageurs! MALLIKA Oh! maîtresse, c'est l'heure où je te vois sourire l'heure bénie où je puis lire dans le coeur toujours fermé da Lakmé!                                                                         | LAKMÉ ¡Ven, Mallika las ramas florecidas derraman ya su sombra sobre el arroyo sagrado que corre, calmado y oscuro, alborotado por el canto de los pájaros alborotadores! MALLIKA ¡Oh, mi dueña esta es la hora en que te veo sonreír, la hora bendita en que yo puedo leer en el corazón siempre cerrado de Lakmé!                                    | LAKMÉ ¡Ven, Mallika las ramas florecidas derraman ya su sombra sobre el arroyo sagrado que corre, calmado y oscuro, alborotado por el canto de los pájaros alborotadores! MALLIKA ¡Oh, mi dueña esta es la hora en que te veo sonreír, la hora bendita en que yo puedo leer en el corazón siempre cerrado de Lakmé!                                                                  |
| Segunda parte (unísono) | | | |
| LAKMÉ Dôme épais le jasmin à la rose s'assemble rive en fleurs, frais matin, nous appellent ensemble. Ah! glissons en suivant le courant fuyant dans l'onde frémissante. D'une main nonchalante, gagnons le bord, où l'oiseau chante. Dôme épais, blanc jasmin nous appellent ensemble!                                                                          | MALLIKA Sous le dôme épais où le blanc jasmin à la rose s'assemble, sur la rive en fleurs, riant au matin, viens, descendons ensemble. Doucement glissons: de son flot charmant suivons le courant fuyant dans l'onde frémissante. D'une main nonchalante viens, gagnons le bord, où l'oiseau chante. Sous le dôme épais, sous le blanc jasmin, ah! descendons ensemble! | LAKMÉ Cúpula espesa, el jazmín a la rosa se asemeja, orilla florida, fresca mañana, nosotras invocamos unidas. ¡Ah! Vayamos siguiendo la corriente fugaz en la ola temblorosa. Con mano indolente lleguemos al borde donde el pájaro canta. ¡Cúpula espesa, blanco jazmín, nosotras invocamos unidas!                                                  | MALLIKA Bajo la cúpula espesa donde el blanco jazmín a la rosa se asemeja, sobre la orilla florida, risueña a la mañana, ven, vayamos unidas. Dulcemente deslicémonos: de su oleaje encantador sigamos la corriente fugaz en la ola temblorosa. Con mano indolente ven, lleguemos al borde, donde el pájaro canta. Bajo la cúpula espesa, bajo el blanco jazmín ¡ah! vayamos unidas. |
| Tercera parte | | | |
| LAKMÉ Mais je ne sais quelle crainte subite s'empare de moi; quand mon père va seul à leur ville maudite, je tremble d'effroi! MALLIKA Pour que le dieu Ganeça le protège, jusqu'à l'étang où s'ébattent joyeux le cygnes aux ailes de neige, allons cueillir les lotus bleus. LAKMÉ Oui, près des cygnes aux ailes de neige, allons cueillir les lotus bleus... | LAKMÉ Mais je ne sais quelle crainte subite s'empare de moi; quand mon père va seul à leur ville maudite, je tremble d'effroi! MALLIKA Pour que le dieu Ganeça le protège, jusqu'à l'étang où s'ébattent joyeux le cygnes aux ailes de neige, allons cueillir les lotus bleus. LAKMÉ Oui, près des cygnes aux ailes de neige, allons cueillir les lotus bleus...         | LAKMÉ Mas yo no sé qué miedo súbito se apodera de mí cuando mi padre parte solo a su aldea maldita, ¡tiemblo de terror! MALLIKA Para que el dios Ganesa le proteja, junto al estanque donde retozan alegres los cisnes de alas níveas, vayamos a coger los lotos azules. LAKMÉ Sí, cerca de los cisnes de alas níveas, vayamos a coger lotos azules... | LAKMÉ Mas yo no sé qué miedo súbito se apodera de mí cuando mi padre parte solo a su aldea maldita, ¡tiemblo de terror! MALLIKA Para que el dios Ganesa le proteja, junto al estanque donde retozan alegres los cisnes de alas níveas, vayamos a coger los lotos azules. LAKMÉ Sí, cerca de los cisnes de alas níveas, vayamos a coger lotos azules...                               |
| Cuarta parte (unísono) | | | |
| LAKMÉ Dôme épais le jasmin à la rose s'assemble rive en fleurs, frais matin, nous appellent ensemble. Ah! glissons en suivant le courant fuyant dans l'onde frémissante. D'une main nonchalante, gagnons le bord, où l'oiseau chante. Dôme épais, blanc jasmin nous appellent ensemble!                                                                          | MALLIKA Sous le dôme épais où le blanc jasmin à la rose s'assemble, sur la rive en fleurs, riant au matin, viens, descendons ensemble. Doucement glissons: de son flot charmant suivons le courant fuyant dans l'onde frémissante. D'une main nonchalante viens, gagnons le bord, où l'oiseau chante. Sous le dôme épais, sous le blanc jasmin, ah! descendons ensemble! | LAKMÉ Cúpula espesa, el jazmín a la rosa se asemeja, orilla florida, fresca mañana, nosotras invocamos unidas. ¡Ah! Vayamos siguiendo la corriente fugaz en la ola temblorosa. Con mano indolente lleguemos al borde donde el pájaro canta. ¡Cúpula espesa, blanco jazmín, nosotras invocamos unidas!                                                  | MALLIKA Bajo la cúpula espesa donde el blanco jazmín a la rosa se asemeja, sobre la orilla florida, risueña a la mañana, ven, vayamos unidas. Dulcemente deslicémonos: de su oleaje encantador sigamos la corriente fugaz en la ola temblorosa. Con mano indolente ven, lleguemos al borde, donde el pájaro canta. Bajo la cúpula espesa, bajo el blanco jazmín ¡ah! vayamos unidas. |

## En la cultura popular
Esta obra ha servido de inspiración a artistas musicales de diversos géneros para crear sus propias versiones. Tanto las adaptaciones como las interpretaciones de la pieza original han sido incluidas en multitud de bandas sonoras de películas, programas de televisión, videojuegos, etc.

### Adaptaciones
- 1997 "Dear Mallika", canción del álbum The Rapsody Overture: Hip Hop Meets Classic del cantante LL Cool J, en que se hacen remixes de hip hop y música clásica.
- 2001 "Black Black Heart" de David Usher, utiliza el dúo como sample.

### Inclusión en bandas sonoras
- 1983 El ansia, en una escena sáfica entre Catherine Deneuve y Susan Sarandon.
- 1987 La sombra del testigo.
- 1993 True Romance, en la llamada por el propio Tarantino "The Sicilan secene" (la escena siciliana).
- 1995 El celuloide oculto.
- 1996 The Mirror Has Two Faces, película dirigida por Barbra Streisand.
- 2000 Meet the Parents.
- 2004 Nip/Tuck, en el episodio 9 de la temporada 2 "Rose and Raven Rosenberg", en una escena donde los doctores Christian y Sean van a separar a unas siamesas y al empezar la operación comienza la melodía.
- 2006 The L Word, en la introducción del episodio 7 de la temporada 3 "Music Lone Star".
- 2008 Bronson.
- 2010 Doctor Mateo, en esta serie de televisión española aparece en el comienzo del episodio 17.
- 2014 Before I Disappear en un aparte del film con la reflexión del momento entre Sophia y Richie.
- 2016 Angry Birds: la película. Como banda sonora cuando Chuck y Bomb nadan en el lago de la sabiduría.
- 2018 Red Dead Redemption 2, Dutch reproduce la canción en el gramófono dentro de su tienda.
- 2019 La casa de papel, en el episodio 2 de la temporada 3.
- 2020 Hogar, película española dirigida por Álex Pastor y David Pastor.

En el mundo de la publicidad esta canción fue utilizada por British Airways en varias ocasiones entre 1984 y 1989, así como en publicidad de automóviles. También se ha escuchado en programas de televisión como Regular Show y The Simpsons.